# كانتيفيروس
بلدية كانتيفيروس (بالإسبانية: Cantiveros) هي بلدية تقع في مقاطعة آبلة التابعة لمنطقة قشتالة وليون وسط إسبانيا.

## الديموغرافيا
يبلغ عدد سكان بلدية كانتيفيروس 139 نسمة عام 2011 (وفقاً للمعهد الوطني للإحصاء الإسباني).
| 191 | 196 | 183 | 176 | 163 | 151 | 139 |